# Israel Villarreal
Israel Villarreal Nestares (Logroño, La Rioja, 1 de octubre de 1974) es un exfutbolista español y entrenador español. Su posición era la de defensa. 

## Trayectoria

### Como futbolista
Se formó en la cantera del Yagüe Club de Fútbol y tras pasar por la UD Barbastro, en la temporada 1995-1996 firmó por el Club Deportivo Aurrera de Vitoria, con el que debutó con 20 años en la Segunda División B de España. Desarrollaría la mayor parte de su etapa como jugador en la división de bronce del fútbol español, pasando por equipos como la Sociedad Deportiva Gernika Club, Club Deportivo Manchego, UE Figueres, CD Mensajero, CD Toledo, CM Peralta, CD Mirandés, hasta colgar las botas en 2009 en la Fundación Logroñés.

### Como entrenador
Finalizada su carrera como futbolista, comenzó su carrera como entrenador siendo director de metodología y coordinador en la EF Logroño y sería entrenador del equipo Juvenil de División de Honor de la UD Logroñés y también, sería seleccionador de La Rioja en las categorías cadete e infantil.
En la temporada 2011-12, se hace cargo del CD Agoncillo de la Grupo XVI de la Tercera División de España, al que dirige durante cinco temporadas. 
En 2016, ingresa en la estructura del Deportivo Alavés, donde dirige a distintos equipos del fútbol base durante cuatro temporadas.
El 23 de mayo de 2020, firma como entrenador del CD Alfaro de la Tercera División de España.
El 21 de mayo de 2022, logra el ascenso a la Segunda Federación, tras eliminar al Club Deportivo Lealtad de Villaviciosa en la final de la eliminatoria por el ascenso.
El 16 de junio de 2022, renueva como entrenador del CD Alfaro para continuar dirigiendo en la Segunda Federación.
El 11 de enero de 2023, es destituido como entrenador del CD Alfaro y es sustituido por el tándem Jorge Sola Ruiz y Óscar Gurría Guerra.

## Clubes

### Como jugador
| Club                                  | País   | Año       |
| ------------------------------------- | ------ | --------- |
| Yagüe Club de Fútbol                  | España | 1993-1994 |
| UD Barbastro                          | España | 1994-1995 |
| Club Deportivo Aurrera de Vitoria     | España | 1995-1996 |
| Sociedad Deportiva Gernika Club       | España | 1996-1998 |
| Club Deportivo Manchego               | España | 1998-1999 |
| UE Figueres                           | España | 1999      |
| CD Mensajero                          | España | 2000      |
| CD Toledo                             | España | 2000-2002 |
| Club Deportivo Recreación de La Rioja | España | 2002-2003 |
| UD Los Barrios                        | España | 2003-2004 |
| CM Peralta                            | España | 2004-2006 |
| CD Mirandés                           | España | 2006-2007 |
| Fundación Logroñés                    | España | 2007-2009 |

### Como entrenador
| Club                           | País   | Año       |
| ------------------------------ | ------ | --------- |
| CD Agoncillo                   | España | 2011-2016 |
| Deportivo Alavés (Fútbol base) | España | 2016-2020 |
| CD Alfaro                      | España | 2020-2023 |